# 気ままに歩こーく!
『気ままに歩こーく!』（きままにあるこーく）は、2009年4月8日から2018年3月31日まで奈良テレビで放送されていたドキュメンタリー・教養番組である。文字多重放送、連動データ放送実施。

## 概要
約6年間にわたって放送された『気ままに駅サイト!』の後継番組。
ケツカッチンの高山トモヒロとピン芸人のゆりやんレトリィバァが、「旅人」として奈良県内の学校とその校区（国立・私立の場合は周辺地域）を訪問する。
番組前半に学校の特色の紹介や生徒との触れあいをした後、校区を巡っていく。番組開始から2015年3月までは、本番組の前身である『気ままに駅サイト!』同様、高山が一人で旅をしていた。また、取材を行った学校の生徒から、地域の特色にちなんだ「宿題」が出され、それをもとに校区を旅するという演出もあった。
2015年4月に番組のリニューアルを実施。前述のとおり「宿題」の演出がなくなったほか、テーマ曲やテロップ・オープニングタイトルが一新された。また、リニューアルを機に本番組初となるレギュラー出演での女性の「旅人」としてゆりやんレトリィバァが起用された。
2018年3月24日（再放送:3月31日）の放送を以って最終回を迎えた。当番組の後枠には『気ままにいってきバ〜ス』が同年4月21日から放送となり、引き続き高山が出演する。

## 出演者
★：前番組『気ままに駅サイト!』にレギュラー出演

### 旅人
- 高山トモヒロ★（ケツカッチン）
- ゆりやんレトリィバァ（2015年4月から出演）[1]

### ナレーション
- きしめん★

## 放送時間
番組自体は毎週放送だが、新作は隔週放送で、新作を放送した翌週は前回の再放送を行う。また、編成の都合で別時間帯に放送もしくは休止となることがある。
| 期間         | 期間          | 放送曜日 | 放送時間（日本時間）  |
| ------------ | ------------- | -------- | --------------------- |
| 2009年4月8日 | 2010年3月31日 | 水曜日   | 19:00 - 19:29（29分） |
| 2010年4月9日 | 2016年3月25日 | 金曜日   | 21:00 - 21:30（30分） |
| 2016年4月9日 | 2018年3月31日 | 土曜日   | 21:30 - 22:00（30分） |

## テーマ曲

### オープニング
- 「歩いて帰ろう」 - 斉藤和義(2009年4月 - 2015年3月)
- 「虹」 - いきものがかり(2015年4月 - 2018年3月)

### エンディング
- 「コンパス」 - コブクロ(2009年4月 - 2015年3月)
- 「また明日」 - ゆず(2015年4月 - 2018年3月)

## スタッフ
（2017年5月6日現在）
- 撮影：澤井雅弘
- 助手：大浦星華
- 音声：北埜麻美
- タイトルアート：山谷智美
- 編集：中井雅信
- 字幕：清水歩
- ウェブ制作：吉川元乃
- ディレクター：小川一哉
- プロデューサー：南稔彦
- 協力：有限会社　トラッド
- 制作著作：奈良テレビ放送